# Matrilineaire afstamming
Matrilineaire afstamming, matrilineariteit of uterine is het systeem van afstammingsbepaling waarbij de dochter of zoon lid wordt van de afstammingsgroep van de moeder. Dit in tegenstelling tot patrilineaire afstamming, waar men lid wordt van de groep van de vader. Matrilineaire afstamming betekent niet dat er sprake is van een matriarchale samenleving, aangezien mannen doorgaans het openbare leven domineren. De rechten en functies worden daarbij niet overgedragen van moeder op dochter, maar van mannen naar de kinderen van zijn zuster. De twee unilineaire afstammingsgroepen zijn dus niet volledig tegengesteld aan elkaar. Aangezien er geen aanwijzingen zijn dat er ooit een matriarchale samenleving is geweest, speelt matrilineaire afstamming zich dus af binnen een patriarchaat.
Hoewel de eigen zoon bij matrilineaire afstamming formeel geen rechten heeft, is er wel sprake van complementaire filiatie. Als de vader zijn eigen zoon ook wil laten profiteren van bepaalde rechten, kan dit moeilijkheden opleveren met de zoons van zijn zuster. Een matrilineaire samenleving kan dan ook voor meer complicaties zorgen dan een patrilineaire.
Bij een matrilineair verwantschapssysteem loopt de verwantschap via de familie van de moeder. Een matrilineaire familie bestaat uit een vrouw en haar echtgenoot, hun dochters en de echtgenoten van die dochters, hun zonen, zolang ze ongetrouwd zijn en de kleinkinderen. Als een van de zonen trouwt, gaat hij deel uitmaken van een andere matrilineaire familie, namelijk die van zijn vrouw.
Een matrilineair verwantschapssysteem komt veel voor in Afrika. Ook de Iroquoi-indianen kenden matrilineaire clans, evenals de Zapoteken. De Minangkabau van West-Sumatra zijn oorspronkelijk ook matrilineair. De Kashistam in Noord-India was matrilineair tot in de twintigste eeuw. De naam van de vader was nooit bekend. Ook in het oude China kregen de kinderen de naam van de moeder. Ook binnen het Jodendom geldt dat men enkel Jood wordt door afstamming van een Joodse moeder, maar men erft en zet de familienaam van de vader voort.
In sommige matrilineaire families worden de kinderen niet door de moeder en haar echtgenoot opgevoed, maar door de broer van de moeder.

## Feminisme
Vanuit het feminisme en dan vooral de Godinbeweging komt het idee van matriarchale samenlevingen die in de loop der tijd door patriarchale werden vervangen. Dit idee is een tijd lang populair geweest, maar door veel archeologen betwist.